# 志學館大学
志學館大学（しがくかんだいがく、英語: Shigakukan University）は、鹿児島県鹿児島市紫原一丁目59番1に本部を置く日本の私立大学。1979年創立、1979年大学設置。

## 沿革
- 1907年8月 - 鹿児島女子手藝伝習所開設
- 1908年2月 - 鹿児島女子技藝學校設置認可
- 1926年6月 - 鹿児島女子技藝學校を鹿児島高等實践女學校と改称認可
- 1948年4月 - 鹿児島高等實践女學校が鹿児島女子高等学校となる。財団法人実践学園設立認可
- 1951年2月 - 学校法人実践学園設立認可
- 1979年4月 - 鹿児島女子大学として鹿児島県姶良郡隼人町（現・霧島市隼人町）に開学（文学部国文学科、英文学科、人間関係学科（心理学専攻、教育学専攻、社会学専攻））
- 1992年4月 - 文学部の英文学科を英語英文学科に改称
- 1999年4月 - 法人名を志學館学園に、大学名を志學館大学に改称。法学部法律学科を設置。男女共学化
- 2000年4月 - 文学部人間関係学科の教育学専攻を学校臨床学専攻に改称
- 2003年4月 - 文学部を人間関係学部に、文学部の各学科、各専攻を心理臨床学科（心理学コース、学校臨床学コース）・人間文化学科（国文学コース、英語英米文化コース、日本語教育コース、社会学コース、生涯教育コース、歴史・地理コース）に改組
- 2004年4月 - 人間関係学部心理臨床学科のコースを医療臨床コース、福祉臨床コース、教育臨床コース、心理学コースに改める
- 2005年4月 - 大学院心理臨床学研究科心理臨床学専攻（修士課程）を設置
- 2007年8月 - 学園100周年を迎える
- 2008年4月 - 法学部に法ビジネス学科を設置。人間関係学部人間文化学科のコースを日本語日本文学コース、英語英米文化コース、歴史地理コースに改める
- 2010年4月 - 人間関係学部心理臨床学科のコースを医療臨床コース、福祉臨床コース、教育臨床コース、社会産業コース、心理学コースに改める
- 2011年4月 - キャンパスを霧島市から鹿児島市紫原（旧鹿児島女子短期大学キャンパス）に移転

## 学部
- 人間関係学部
  - 心理臨床学科
  - 人間文化学科

- 法学部
  - 法律学科
  - 法ビジネス学科

## 大学院
- 心理臨床学研究科
  - 心理臨床学専攻

## 学生生活

### 学園祭
- 銀杏祭

## アクセス
- JR指宿枕崎線南鹿児島駅より徒歩10～15分
- 鹿児島市電谷山線南鹿児島駅電停より徒歩10～15分
- 鹿児島市営バス「志学館前」バス停から徒歩5～10分

## 大学関係者と組織

### 教員
- 原口泉 - 歴史学者（鹿児島県立図書館長、鹿児島大学名誉教授、放送大学客員教授）
- 杉山和之 - 刑法学者
- 茶谷誠一 - 歴史学者

### 出身者
- 荒木久美（元陸上競技選手、1988年ソウルオリンピック・女子マラソン日本代表）
- 田中早苗 - アナウンサー
- Fat Prop（ロックバンド）

## 対外関係

### 国内大学
単位互換協定校
- 放送大学[1]

### 国外大学
留学協定大学
- イギリス
  - アングリア・ラスキン大学

- 台湾
  - 文藻外語学院

- 中国
  - マカオ大学

- 韓国
  - 新羅大学校

## 系列校
- 鹿児島女子短期大学
- 志學館中等部・高等部